# Disma Fumagalli
Disma Fumagalli (né le 8 septembre 1826 à Inzago et mort le 9 mars 1893 à Milan) est un compositeur  et professeur de musique italien.

## Biographie
Disma Fumagalli étudie la musique au conservatoire de Milan où il enseigne le piano à partir de 1853. Outre plus de 300 études pour piano et une série de partitions pour piano il compose un concerto pour piano et orchestre à cordes.
Fumagalli est le frère des compositeurs Carlo, Polibio, Adolfo et Luca Fumagalli.